# Maestro di Monte Martello
Maestro di Monte Martello (fl. XIV secolo) è stato un pittore italiano di stampo giottesco, attivo nelle Marche durante il XIV secolo.

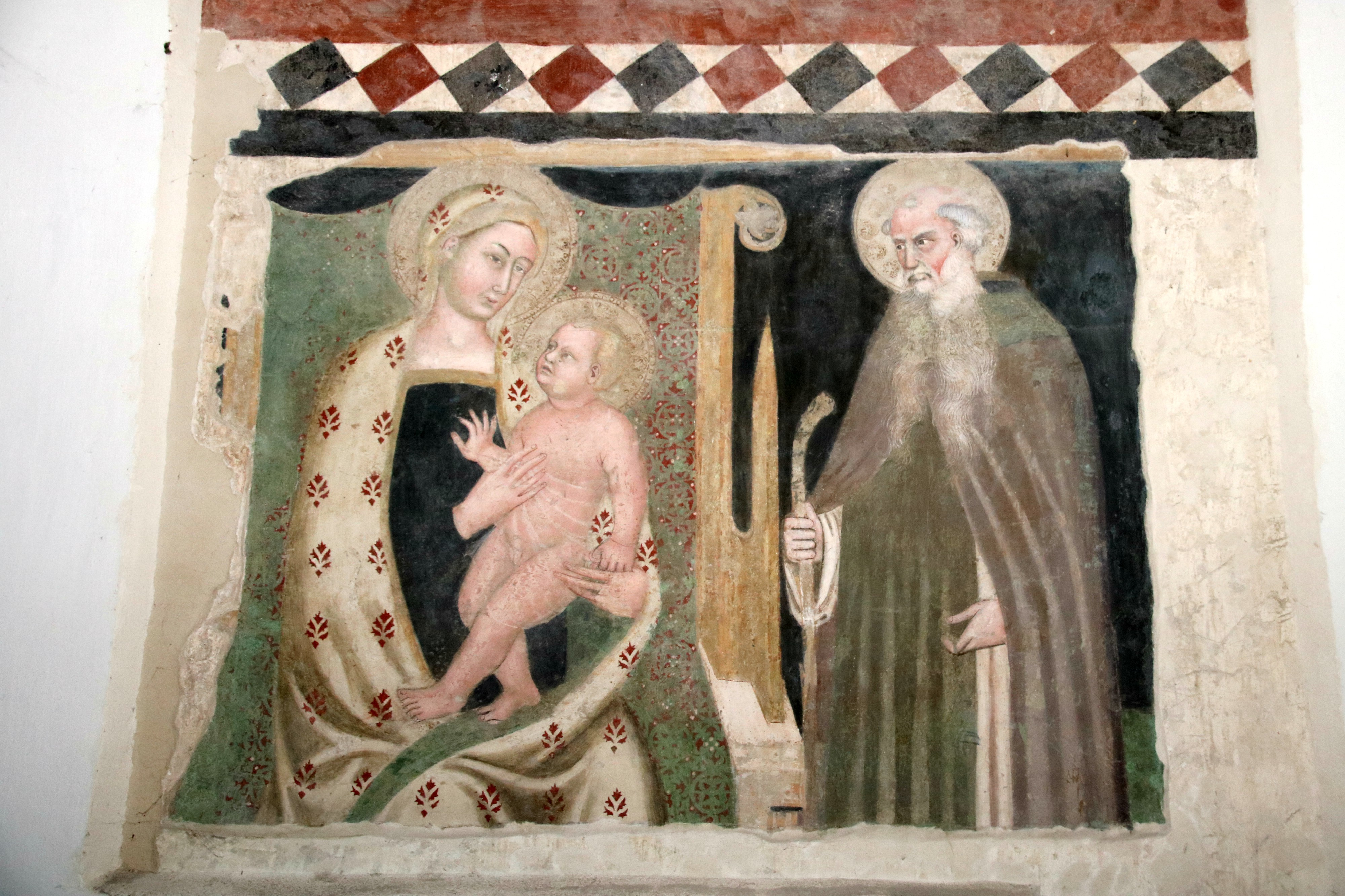
Madonna con Santo, Chiesa di San Francesco (Cagli)

Vissuto a Smirra di Cagli e diretto seguace di Mello da Gubbio, l'anonimo artista viene ricordato con questo nome perché autore degli affreschi nella "Celletta" del santuario di Santa Maria delle Stelle nei pressi di Cagli. Dipinse anche gli affreschi rappresentati la Crocifissione e la Deposizione nella chiesa della Misericordia e altri affreschi nella chiesa di San Giovanni Battista e in quella di San Francesco nella vicina Cagli.